# Irische See
Die Irische See (irisch Muir Éireann, englisch Irish Sea, walisisch Môr Iwerddon) trennt die Inseln Irland und Großbritannien.

## Geografie

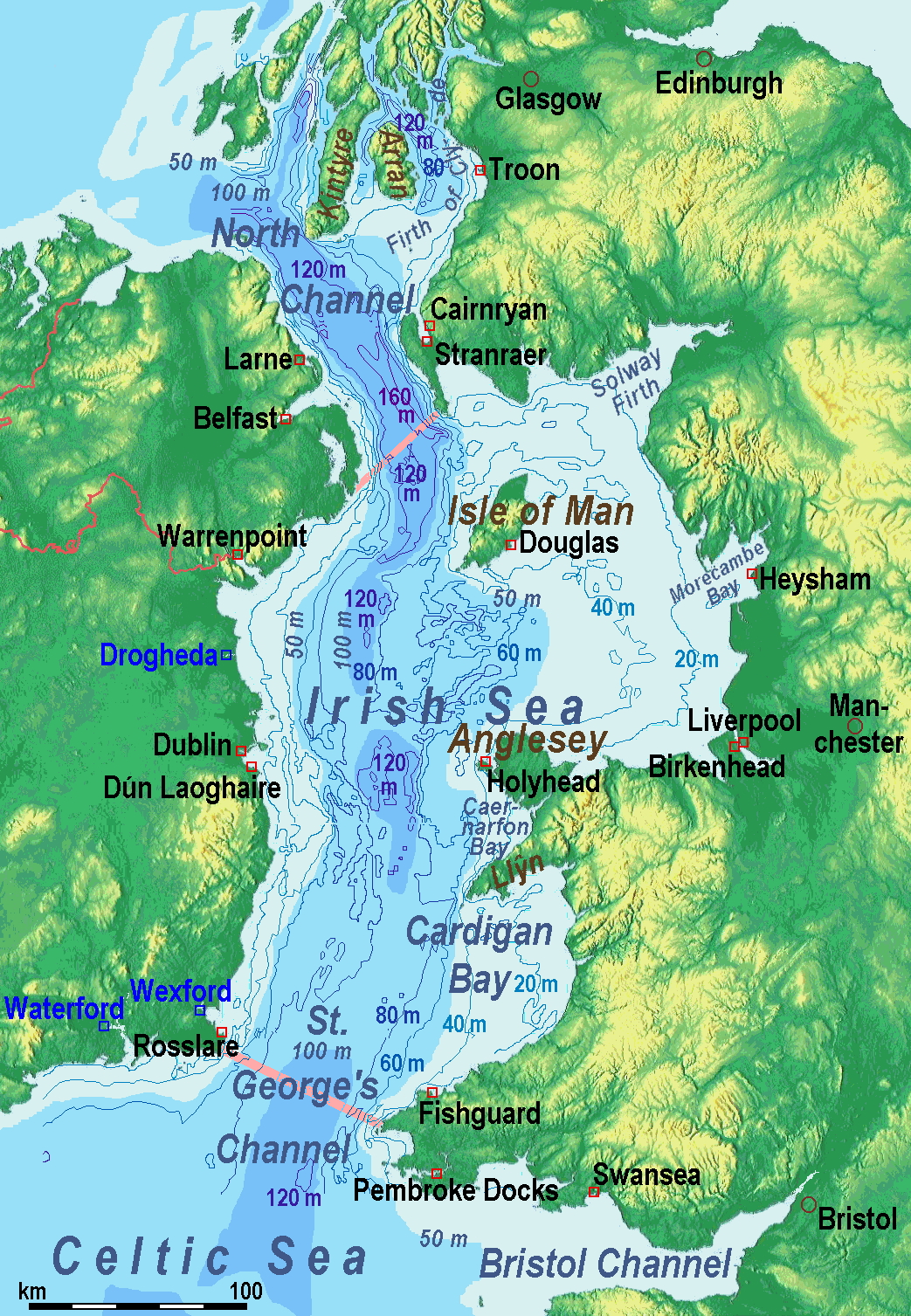
Meerestiefen Grenzen und Häfen der Irischen See:
◘ = Fährhafen / ◘ = nur Handelshafen

Die Irische See ist im Süden durch den St.-Georgs-Kanal (zwischen Irland und Wales) mit der Keltischen See und im Norden durch den Nordkanal (zwischen Irland und Schottland) mit der Schottischen See und damit mit dem offenen Atlantik verbunden.
Die Meeresfläche beträgt 46.000 km², das Volumen 2800 km³ bei einer durchschnittlichen Tiefe von nur 52 Metern.
Nach der gültigen Definition der Internationalen Hydrographischen Organisation von 1953 wie dem Arbeitsentwurf von 2002 wird der Nordkanal der Schottischen See zugerechnet, der größte Teil des St.-Georgs-Kanals der Irischen See. Dieser St.-Georgs-Kanal im engeren Sinne macht etwa 40 % der Irischen See im weiteren Sinne aus, die Irische See im engeren Sinne 60 %.
Am Übergang zwischen beiden liegt vor der Küste von Wales die größte Insel in diesem Meer, Anglesey mit 714 km². Die zweitgrößte ist mit 572 km² die Isle of Man in der Mitte der Irischen See im engeren Sinne. Ein paar wesentlich kleinere weitere Inseln gibt es vor den Küsten Irlands, Wales’ und der Isle of Man.

## Ökologie
Die Irische See ist ein Laichgebiet der Nordseemakrele.
In die Irische See werden unter anderem die radioaktiv belasteten Abwässer der Atomanlage Sellafield eingeleitet.
Zugleich befinden sich in der Irischen See mehrere Offshore-Windparks (vgl. auch Liste der Offshore-Windparks).

## Fährverbindungen
Irland-Fähren nördlich der Irischen See:
- Cairnryan (Council Area Dumfries and Galloway) ↔ Larne
- Stranraer ↔ Belfast

Fähren durch die Irische See:
- Isle of Man ↔ Belfast
- Heysham ↔ Isle of Man
- Heysham ↔ Warrenpoint (District Newry, Mourne and Down)
- Liverpool ↔ Isle of Man, Belfast, Dublin
- Birkenhead ↔ Isle of Man, Belfast, Dublin
- Holyhead ↔ Dublin
- Pembroke, Fishguard ↔ Rosslare Harbour

Irland-Fähren südlich der Irischen See:
- Swansea, Fishguard ↔ Cork
- Roscoff (Département Finistère) ↔ Rosslare Harbour, Cork

In der Vergangenheit gab es zudem immer wieder Pläne, die Querung der Irischen See mithilfe eines Tunnels zu erleichtern.